# Ermita rupestre de la Oscuridad
La ermita rupestre de la Oscuridad es una zona arqueológica situada en el municipio de Ronda, en la provincia de Málaga, España. Se trata de una iglesia rupestre perteneciente a una comunidad cenobítica. La iglesia se halla integrada dentro de un conjunto de estructuras de habitación y enterramiento de la comunidad que allí vivía.

## Descripción
En el conjunto rupestre se distinguirían tres zonas diferenciadas por su uso o función, pero claramente relacionadas: 
- Una zona cultural que ocupa las tres cuartas partes de la superficie total, formada por un gran espacio o nave central asemejable o un gran rectángulo, de dimensiones diez por ocho metros, con diversos ábsides interiores y aberturas al exterior, corriendo su eje longitudinal este-oeste. En el lado norte de esta nave se abren tres cavidades de planta semicircular irregular, que podrían haber tenido una finalidad litúrgica como la de ser una primera cabecera triple del conjunto. En el lado sur de la nave central se abren los amplios accesos a la iglesia que comunica por el exterior con todo el resto del conjunto rupestre.
- Una zona de habitación formada por los denominados anexos A y B que pudo albergar a una reducidísima comunidad cenobítica o eremítica.
- Una zona de necrópolis que se extiende tanto en el interior como en el exterior de la iglesia, formada por enterramientos en nichos alargados. Se trataría de una necrópolis cristiana en la que se enterrarían la pequeña comunidad que atendería la iglesia y gentes de la vecina Ronda.